# Phasenschiebertransformator

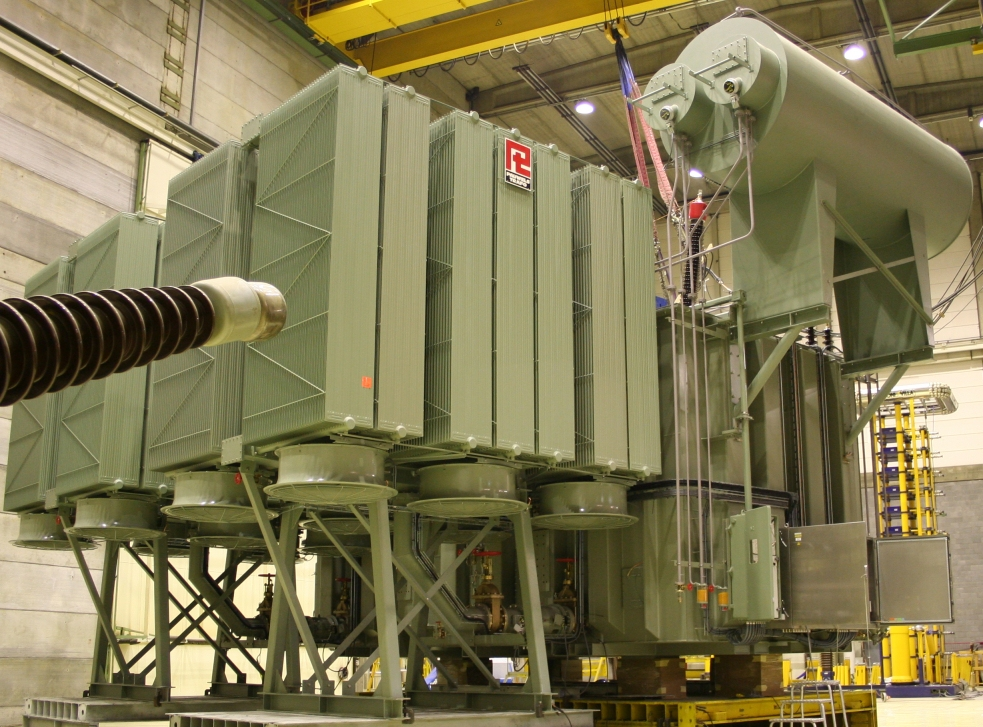
Phasenschiebertransformator mit 400 MVA für den Betrieb an einer 220/115-kV-Leitung

Ein Phasenschiebertransformator, auch Querregeltransformator, ist ein spezieller Leistungstransformator, welcher im Bereich elektrischer Wechselstromnetze dazu dient, den elektrischen Lastfluss bei parallel verlaufenden Leitungen gezielt zu steuern. Anwendungen finden diese Transformatoren in Hochspannungsnetzen wie der 220-kV- oder 380-kV-Spannungsebene. Die Scheinleistung beträgt bis zu 1500 MVA.

## Allgemeines
Im Gegensatz zu der üblichen Anwendung von Transformatoren, der Umsetzung von Wechselspannungen auf verschiedene Spannungsniveaus, dienen diese Transformatoren als Phasenschieber, um so die Leistung durch eine elektrische Leitung, beispielsweise eine Freileitung, gezielt zu beeinflussen. Wenn zwischen zwei Schaltanlagen oder Umspannwerken mehrere Leitungen auf unterschiedlichen Wegen geführt sind, kann mittels Phasenschiebertransformator festgelegt werden, wie die Leistung aufgeteilt wird. Dies ist insbesondere dann von Bedeutung, wenn die vorhandenen Leitungen unterschiedlichen Spannungsebenen zugeordnet sind, deutlich unterschiedliche Transportleistungen aufweisen oder Freileitungen mit Erdkabeln kombiniert werden.

## Aufbau

Vereinfachte Schaltung eines Phasenschiebertransformators

Ein Phasenschiebertransformator besteht, wie in nebenstehender Abbildung schematisch dargestellt, aus einem Serientransformator, ähnlich einem Stromwandler, und einem Erregertransformator („Shunt-Transformator“), über welchen mittels eines Stufenschalters eine bestimmte Phasenverschiebung eingestellt werden kann.
Beim üblicherweise eingesetzten Dreiphasenwechselstrom ist für jeden Außenleiter ein Serien- und ein Stelltransformator vorhanden. Die Wechselspannung wird links über die Anschlüsse L1, L2 und L3 zugeführt. Über den Stelltransformator wird pro Phase über Schalter eine Spannung abgegriffen, welche gegenüber der Außenleiterspannung gegen Erde um 90° versetzt ist und über den rechts dargestellten Serientransformator mittels Vektoraddition zu einer an L1', L2' und L3' phasenverschobenen Spannung führt. Diese Art der Lastflussbeeinflussung wird auch als Querkompensation bezeichnet, im Gegensatz zu der Längskompensation mittels Drosseln oder Kondensatorbatterien, wie sie bei der statischen Blindleistungskompensation (SVC) anzutreffen ist. Da der Lastfluss durch den Phasenschiebertransformator in beiden Richtungen erfolgen kann, kann „Eingang“ bzw. „Ausgang“ im Prinzip beliebig gewählt werden.
Der Einstellbereich der phasenverschobenen Spannung ist je nach Typ verschieden. Er liegt typischerweise im Bereich von ±10° und kann bei speziellen Ausführungen bis zu 30° betragen. Bei realen Phasenschiebertransformatoren (es gibt mehrere Schaltungsvarianten) werden zusätzliche Komponenten eingesetzt, z. B. ein Advanced Retard Switch (ARS) am Serientransformator zur Vorzeichenumkehr der Phasenlage.
Durch den Phasenschiebertransformator entsteht in der Masche (Schleife), welche im einfachsten Fall durch zwei parallel geführte Leitungen gebildet wird, ein zusätzlicher Lastfluss, welcher dem äußeren Lastfluss durch die beiden Leitungen überlagert ist. Dadurch kommt es, je nach eingestellter Phasenverschiebung, zu einer Reduktion bzw. Steigerung des Lastflusses in den einzelnen Leitungen. Bei Umkehrung des äußeren Leistungsflusses muss, bei Erhaltung der Leistungsaufteilung, die Phasenlage invertiert werden.

## Anwendung

Leistungsaufteilung zwischen zwei Leitungen bei unterschiedlichen Phasenwerten

Im abgebildeten Einliniendiagramm ist die Aufteilung der Lastflüsse zwischen zwei Leitungen bei unterschiedlichen Einstellungen am Phasenschiebertransformator dargestellt. Die am Generator eingespeiste Leistung und die entnommene Leistung ist in beiden Fällen gleich groß, ohne Beachtung der Verluste beispielsweise jeweils 100 MVA. Es handelt sich um beispielhafte Zahlenwerte, die verschobene Wirkleistung, gemessen in MW, hängt bei gegebenem Phasenwinkel von den elektrischen Eigenschaften des Phasenschiebers und des Übertragungssystems ab.
Durch den Phasenschiebertransformator können nun die Leistungsflüsse und damit die Ströme in den beiden Leitungen eingestellt werden. Im linken Teilbild ist der Phasenwinkel so gewählt, dass über beide Leitungen die gleiche Leistung von 50 MW übertragen wird. Im rechten Teilbild ist der Phasenwinkel am Transformator geändert, wodurch auf der einen Leitung 73 MW und auf der anderen Leitung 27 MW transportiert werden. Die Summe entspricht jedes Mal der Gesamtleistung von 100 MW.
In realen Anlagen treten hier nicht dargestellte, zusätzliche Verluste auf, bedingt durch die thermischen Verluste des Phasenschiebertransformators und zusätzliche Leitungsverluste auf der Leitung mit dem größeren Leistungsfluss, um die sich in diesem Fall die entnehmbare Leistung gegenüber der eingespeisten Leistung verringert. Außerdem sind in realen Energieversorgungsnetzen im Regelfall nicht nur zwei parallele Leitungen zwischen zwei Umspannwerken vorhanden, wie in diesem vereinfachten Beispiel, sondern durch die Vermaschung in einem Verbundnetz ergeben sich weitere wechselseitige Beeinflussungen der Lastflüsse.

## Installierte Anlagen
Installierte Phasenschieberanlagen befinden sich im 400-kV-Netz zwischen den Niederlanden und Belgien, an der Grenze zwischen Deutschland und den Niederlanden, im deutschen Netz im Umspannwerk Diele und im 110-kV-Netz im Umspannwerk Hagermarsch, wo die See-/Erdkabelverbindung des Offshore-Windparks alpha-ventus in das Freileitungsnetz eingespeist wird
Im Jahr 2021 wurden im Umspannwerk Würgau von Tennet TSO vier jeweils 940 t schwere Phasenschiebertransformatoren mit einer Leistung von jeweils 1,2 GVA aufgestellt, die zukünftig der Lastflussregelung der 380-kV-Systeme der Verbindung Raitersaich-Würgau-Redwitz dienen.
Im österreichischen 220-kV-Netz der Austrian Power Grid (APG) gab es 2007 bereits in den 4 Umspannwerken (UW) Ternitz, Ernsthofen, Lienz und Tauern Phasenschiebertransformatoren. Später wurden zwei weitere im UW Nauders errichtet.
Im November 2024 ging der 100. Trafo im APG-Netz im Umspannwerk Ybbsfeld in St. Martin-Karlsbach (Bezirk Melk) in Betrieb. (Trafo 900 Tonnen Masse, 600 MVA Leistung, 30 Mio. Euro Kosten). Damit stehen in Österreich ab nun insgesamt 7 Phasenschiebertransformatoren im APG-Netz.
Am 17. Januar 2017 nahm der tschechische Übertragungsnetzbetreiber ČEPS im Umspannwerk Hradec eine Sperranlage mit zwei Phasenschiebertransformatoren in Betrieb. Jeder der beiden Transformatoren wiegt 300 t. Die Gesamtkosten für die Anlage liegen bei insgesamt rund 75 Mio. €. Die Installation der Phasenschiebertransformatoren wurde nötig, um den Zufluss von Ökostrom aus Deutschland besser regulieren und steuern zu können. Der deutsche Übertragungsnetzbetreiber 50 Hertz hat im Januar 2018 zwei Phasenschiebertransformatoren im Umspannwerk Röhrsdorf in Betrieb genommen. Die Umspannwerke Röhrsdorf und Hradec sind über zwei 400-kV-Leitungen verbunden. Bei einer hohen Leistungseinspeisung in Deutschland kommt es immer wieder zu ungeplanten Leistungsflüssen, die zu starken Belastungen des tschechischen Netzes und einer Gefährdung des sicheren Netzbetriebs führten.